# 8923 Yamakawa
A 8923 Yamakawa (ideiglenes jelöléssel 1996 WQ1) a Naprendszer kisbolygóövében található aszteroida. Kobajasi Takao fedezte fel 1996. november 30-án.